# Alarm für Cobra 11: Vol. III
Alarm für Cobra 11: Vol. III es un videojuego de carreras desarrollado por Provox Games en conjunto con Exozet Games y publicado por RTL Playtainment para  PlayStation 2 el 1 de enero de 2005 y para Microsoft Windows el 22 de noviembre de 2005. Está basado en la serie de televisión alemana del mismo nombre, que presenta las aventuras de la policía de carreteras alemana y con extensas escenas de acrobacias y secuencias de acción.

## Jugabilidad
En la tercera entrega de la serie de juegos, el jugador juega un episodio completo en los roles de los detectives Tom y Semir. Los dos elementos más importantes del juego son las persecuciones de coches en la carretera alemana y algunas escenas de acción en tercera persona que se juegan a pie. El objetivo de este juego es encontrar al jefe de una organización criminal y asegurarse de que se haga justicia.
El juego presenta animaciones capturadas por movimiento, las voces de los personajes principales y la banda sonora de la serie.